# Larry W. Esposito
Larry W. Esposito (15 de abril de 1951) é um astrônomo planetário dos Estados Unidos e professor do Laboratory for Atmospheric and Space Physics na Universidade do Colorado. Ele se graduou em 1973 no Instituto de Tecnologia de Massachusetts. Esposito recebeu seu Ph.D em astronomia da Universidade de Massachusetts-Amherst. Em 1985 recebeu o Prêmio Harold C. Urey da American Astronomical Society. Seu trabalho atual envolve atmosferas planetárias e sistemas de anéis.
Esposito é o principal investigador para o Ultra-Violet Imaging Spectrograph a bordo da sonda espacial da NASA Cassini-Huygens.